# Petlja (2025.)
Petlja je nadolazeći hrvatski film iz 2025. godine, redatelja i scenarista Antonija Nuića, nastao kao hrvatsko-turska koprodukcija.

## Radnja
Franjo, čovjek izgubljen u prostoru i vremenu, koji se nakon rastave braka i smrti najboljeg prijatelja suočava s posljedicama krize srednjih godina. Opterećen nepriznatim alkoholizmom, postupno gubi vezu sa stvarnošću te zapada u ponavljajući obrazac, noćima luta pustim ulicama, uvijek krećući iz iste birtije i vraćajući se u nju, zarobljen u vlastitoj unutarnjoj petlji.

## Glumačka postava
- Franjo Dijak kao Franjo
- Filip Šovagović kao Filip
- Lidija Penić Grgas kao Maja
- Andrija Tomić
- Jozo Schmuch
- Ana Šiškov

## Produkcija
Film je snimljen u hrvatsko-turskoj koprodukciji, a nositelj projekta je zagrebačka produkcijska kuća Propeler Film. Ostali partneri u koprodukciji su Moses Film iz Turske te Livada produkcija i PaliGasi iz Hrvatske. Projekt je sufinanciran sredstvima Hrvatskog audiovizualnog centra i Ministarstva kulture i medija RH.

### Snimanje
Snimanje filma završilo je 3. lipnja 2024. godine u Zagrebu. Film je skoro u cijelosti sniman u studiju CineCro, gdje je, uz klasičan način snimanja, više od polovice kadrova realizirano uz korištenje virtualne scenografije i LED ekrana. Scenarist i redatelj Antonio Nuić naveo je da je ideja za film nastala tijekom testiranja LED ekrana i Unreal Engine tehnologije za jedan drugi projekt prije dvije godine. Tom je prilikom izjavio: „Jako sam sretan što smo prvi u ovom dijelu Europe koji su odlučili spojiti nove i stare tehnologije u stvaranju filma.” Dizajn virtualne scenografije potpisuje Boris Hergešić, scenograf je Nedjeljko Mikac Cak.

## Vanjske poveznice
- Službena stranica – Propeler Film
- Petlja u internetskoj bazi filmova IMDb-a